# Franz Strauss
Pour les articles homonymes, voir Strauss.
Franz Joseph Strauss est un corniste et compositeur allemand, né à Parkstein en royaume de Bavière le 26 février 1822 et décédé à Munich le 31 mai 1905.
Il est certainement plus connu pour être le père de Richard Strauss, le grand compositeur allemand (à ne pas confondre avec la dynastie des Strauss, compositeurs autrichiens de musique légère). Né à Parkstein, près de Bayreuth, il fut l'un des plus célèbres cornistes de son temps. Il occupa la place de premier cor solo au Festival de Bayreuth et, à ce titre, participa aux premières auditions de tous les opéras de Richard Wagner. Wagner, auquel il s'opposa souvent, écrivit pourtant à son sujet : « Ce Strauss est vraiment insupportable mais quand il joue du cor, on ne peut plus lui en vouloir ».

## Biographie
Franz Strauss fait ses premiers pas dans la musique à 7 ans, alors qu'il joue du violon à l'occasion d'un mariage. Avec ses oncles Johann Georg Walter et Franz Michael Walter, il apprend la clarinette, la guitare et tous les instruments de la famille des cuivres. À 15 ans, il entre au service du Duc Maximilien de Bavière comme guitariste. Il poursuit l'étude du cor qui devient son principal instrument.
En 1847, il rejoint l'orchestre de la cour de Bavière. Il occupe cette place jusqu'à sa retraite en 1889. Franz Strauss est aussi professeur à l'Académie de musique de Munich de 1871 à 1896, et il dirige l'orchestre amateur Wilde Gung'l de 1875 à 1896.
En 1851, il épouse Elise Seiff avec laquelle il a deux enfants. Mais son fils, âgé de 10 mois, meurt de la tuberculose. Sa fille et sa femme meurent du choléra, 3 ans après leur mariage. Il ne se remarie qu'en 1863 avec Joséphine Pschorr (1838-1910), fille d'un grand brasseur. Leur fils Richard naît en 1864 et leur fille Berta en 1867.
Il prend sa retraite en 1889 et se concentre sur la carrière de son fils, jusqu’à sa mort en 1905.

## Principales œuvres
Il composa plusieurs pièces pour cor. Il joua également de la guitare et de la clarinette. 
Pièces pour cor :
- Les Adieux (Romance pour cor et piano)
- Fantasie über den Sehnsuchtswalzer von Schubert (op. 2), pour cor et piano
- Originalfantasie (op. 6), pour cor et piano
- Nocturno (op. 7), pour cor en fa et piano
- Concerto pour cor (op. 8), pour cor et orchestre
- Thema und Variationen (op.13) pour cor et piano